# Freshford
Freshford is een civil parish in het bestuurlijke gebied Bath and North East Somerset, in het Engelse graafschap Somerset met 551 inwoners.

## Galerij

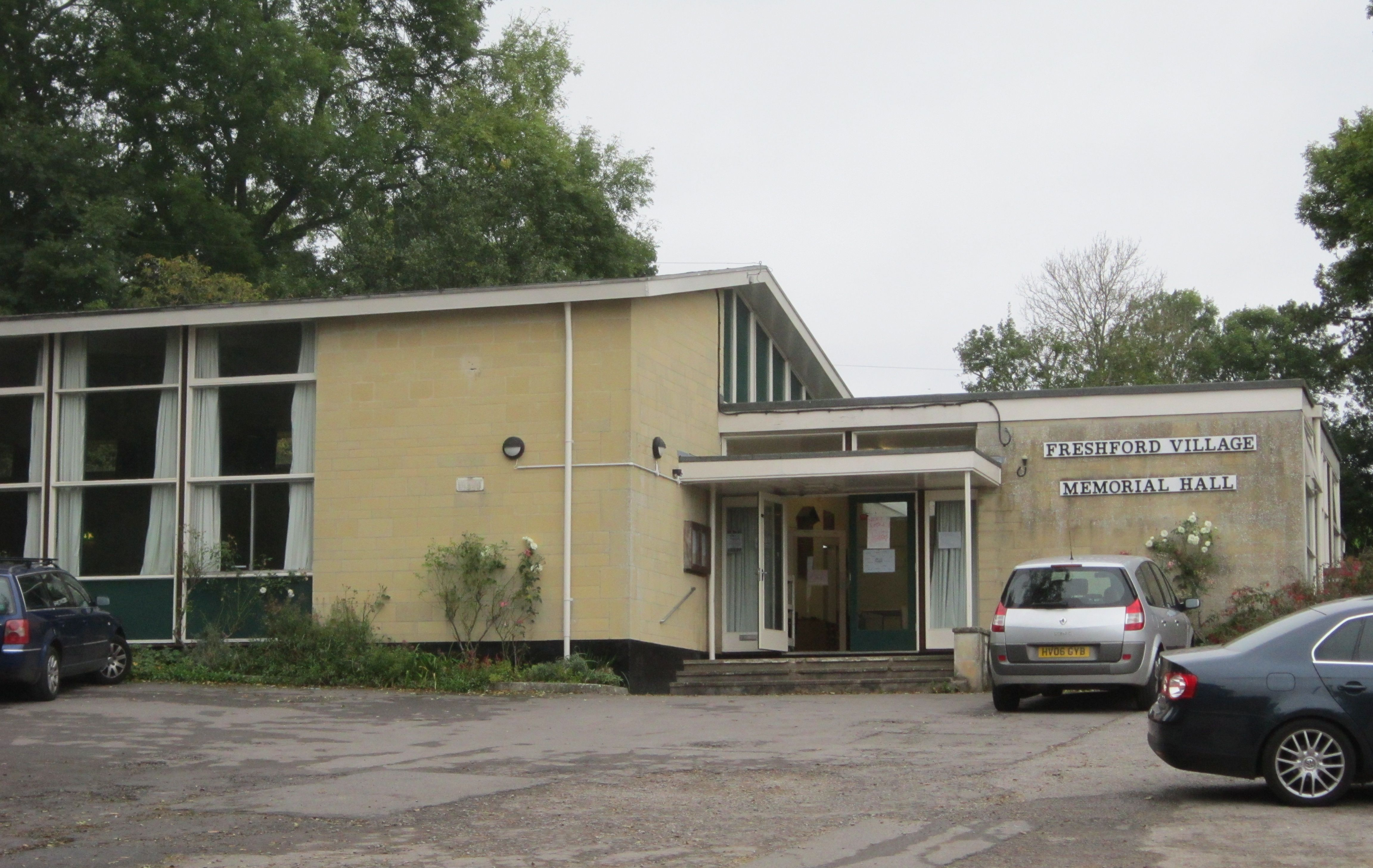
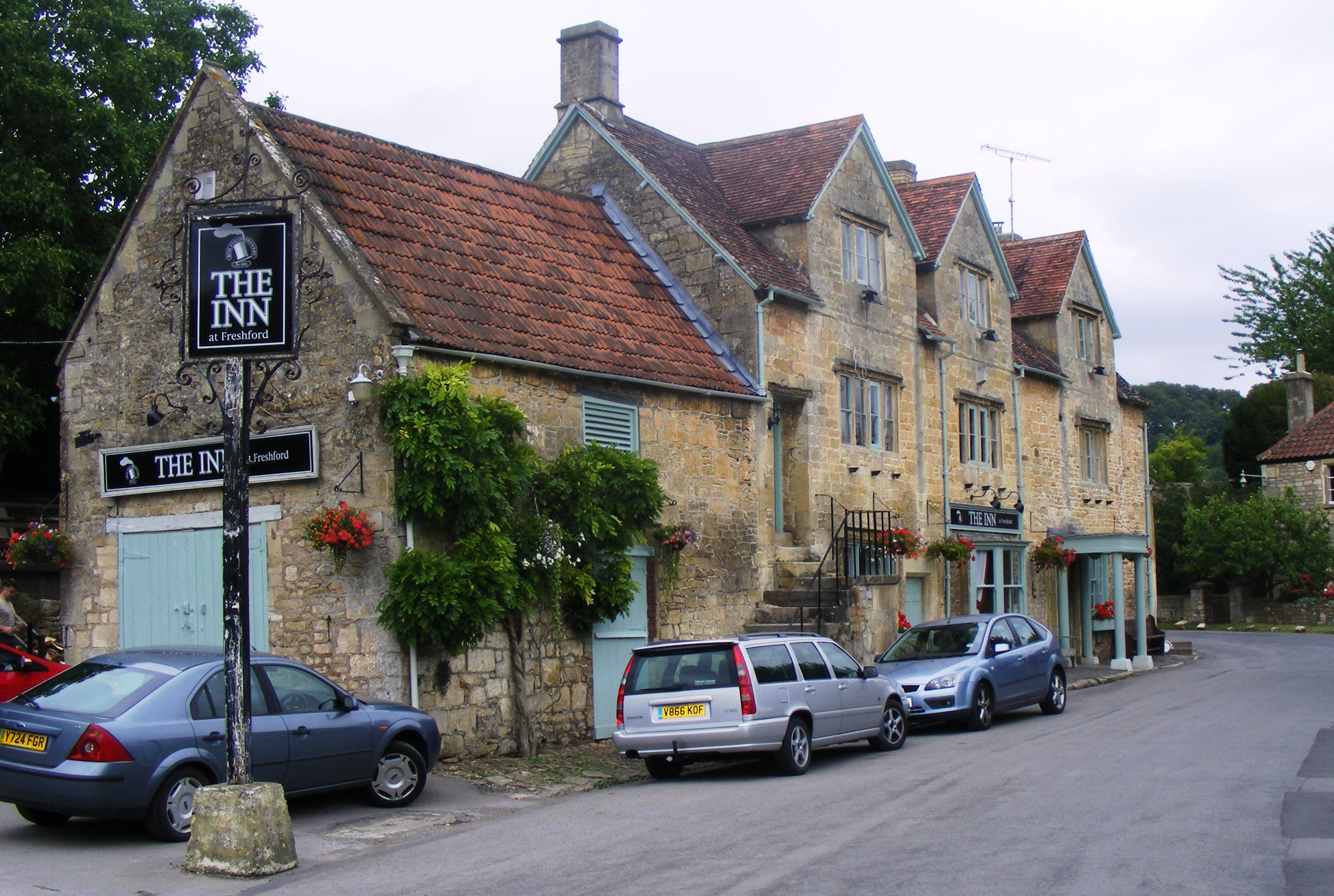
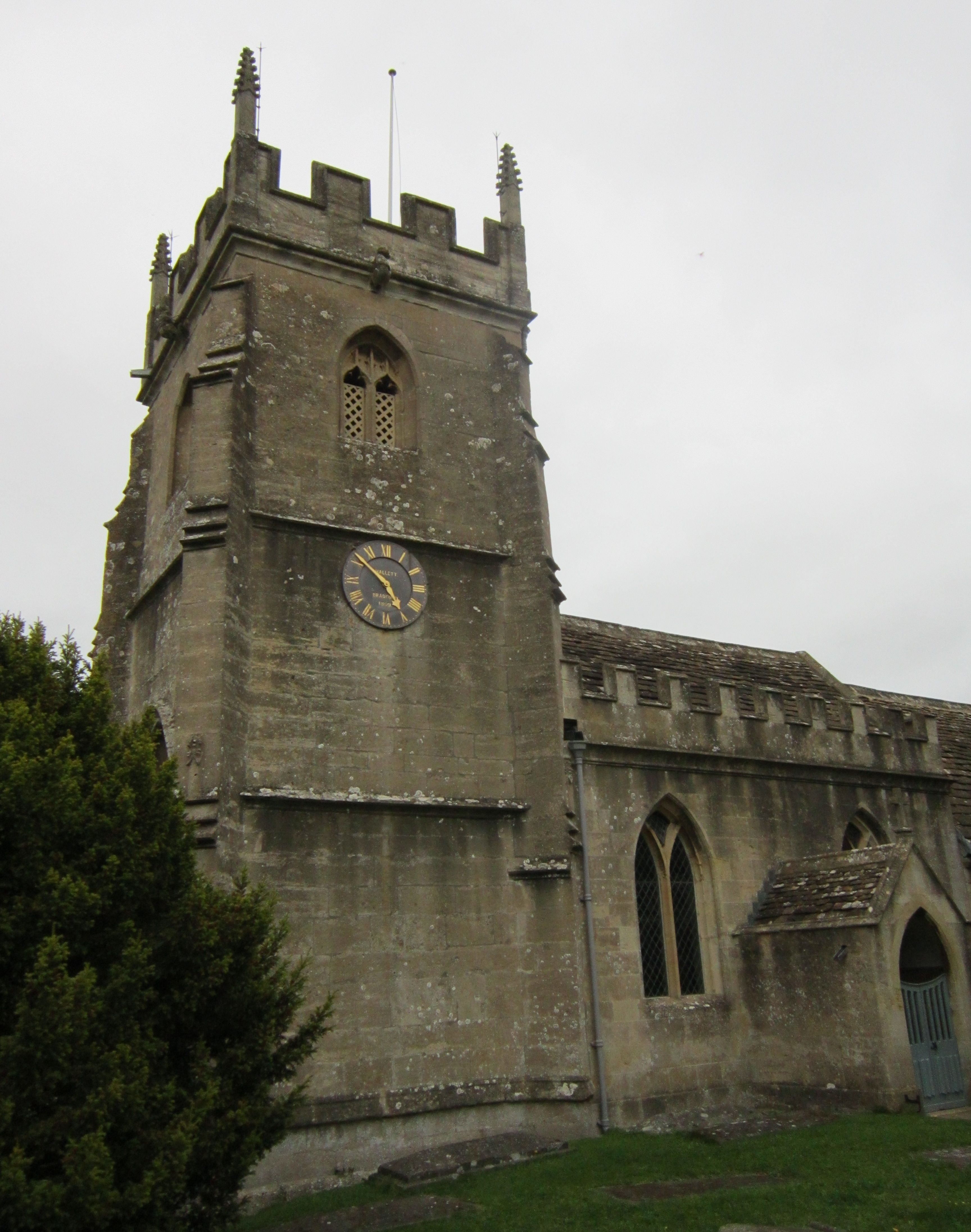
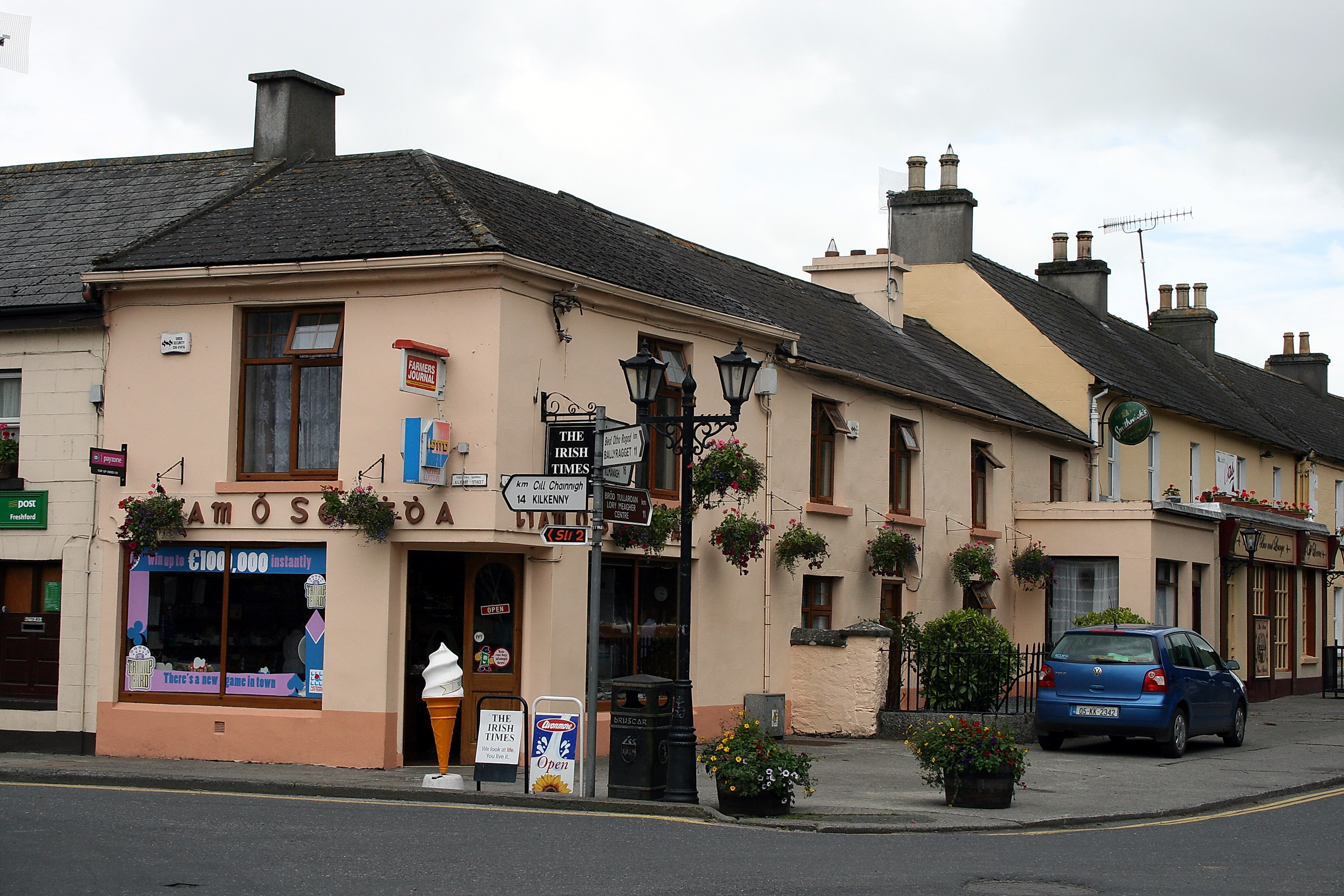